# Tomba reial d'Oss
La tomba reial d'Oss és un dels túmuls més grans dels Països Baixos. Feia 3 metres d'alt i tenia un diàmetre de 54 metres. El 1933, va ser descobert durant la construcció d'un parc de cases mòbils a la landa. S'hi va trobar una galleda de bronze que contenia una espasa de ferro corbada d'aproximadament el 700 aC, que va ser traslladada al Museu de l'Antiguitat de Leiden. Més tard, el lloc es va convertir en un desballestador, però avui en dia el monticle està parcialment restaurat i part de la circumferència del turó està marcada amb pals. El 2009, una segona tomba reial va ser descoberta a uns 100 metres de la primera. Les troballes d'aquesta tomba estan exposades al Museu Jan Cunen d'Oss. El 2011, es va anunciar que s'havia trobat tercera tomba reial a Uden.

## Galeria

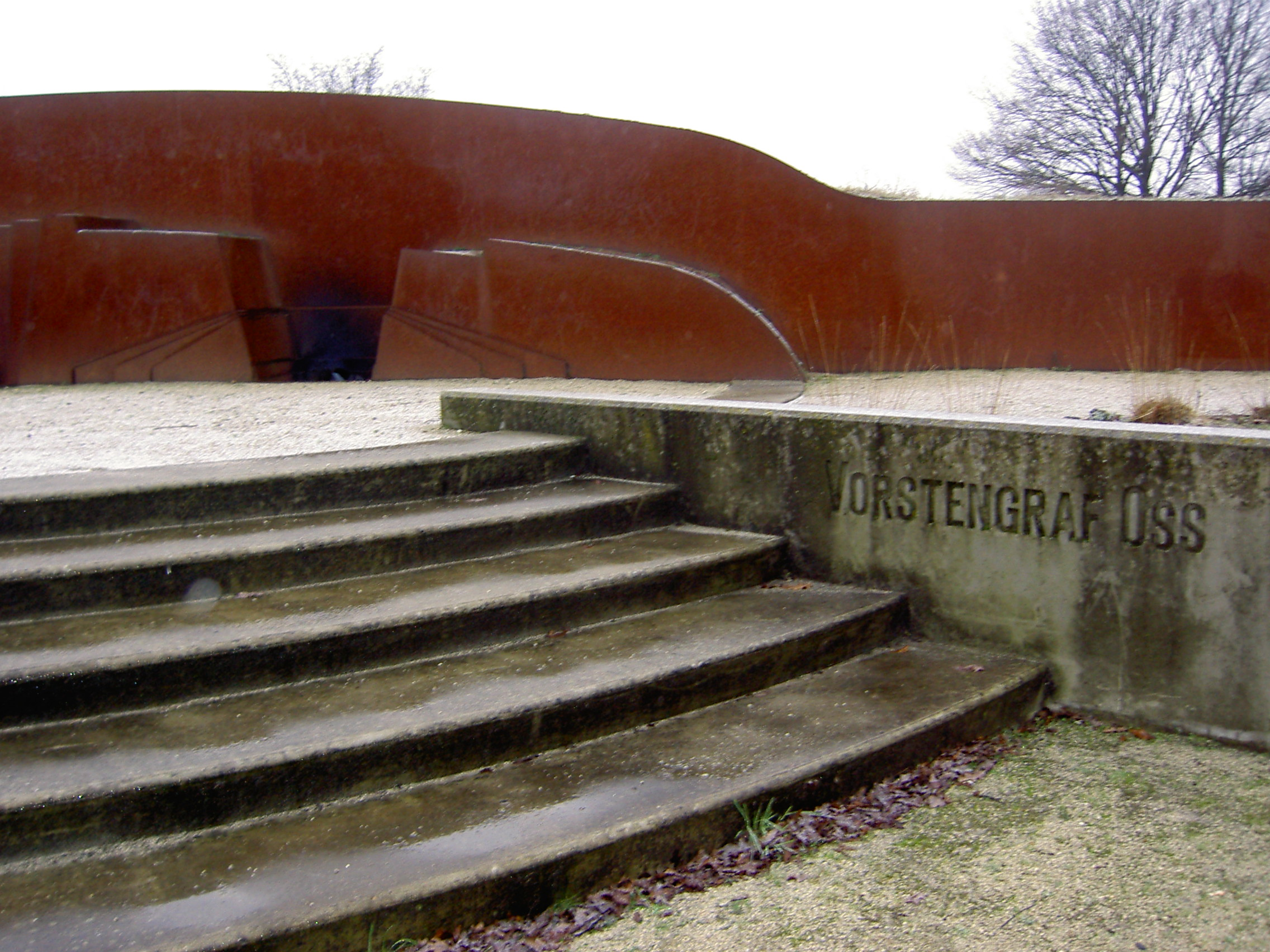
Tomba reial d'Oss
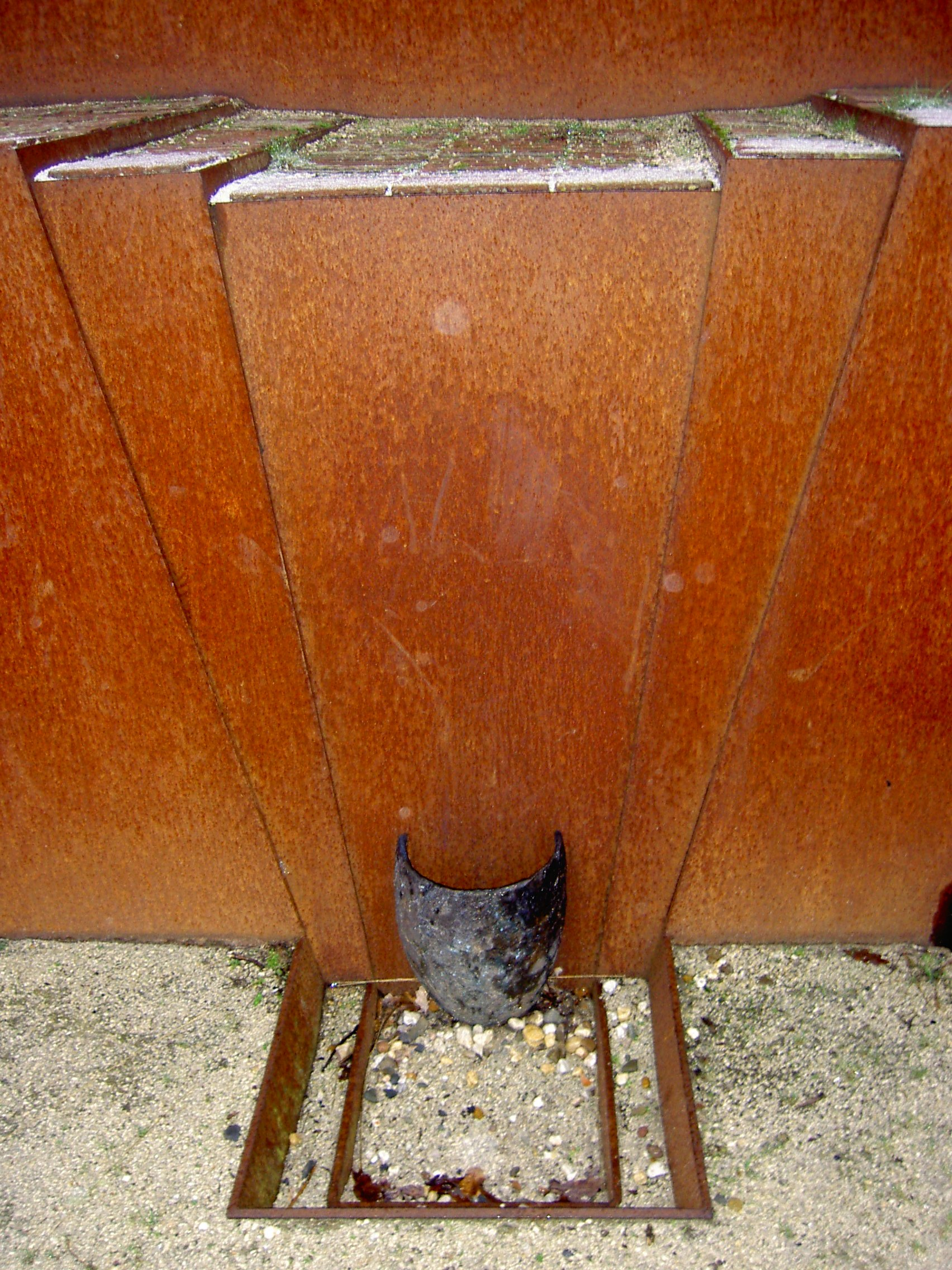
Rèplica de la galleda de bronze amb l'espasa de ferro corbada
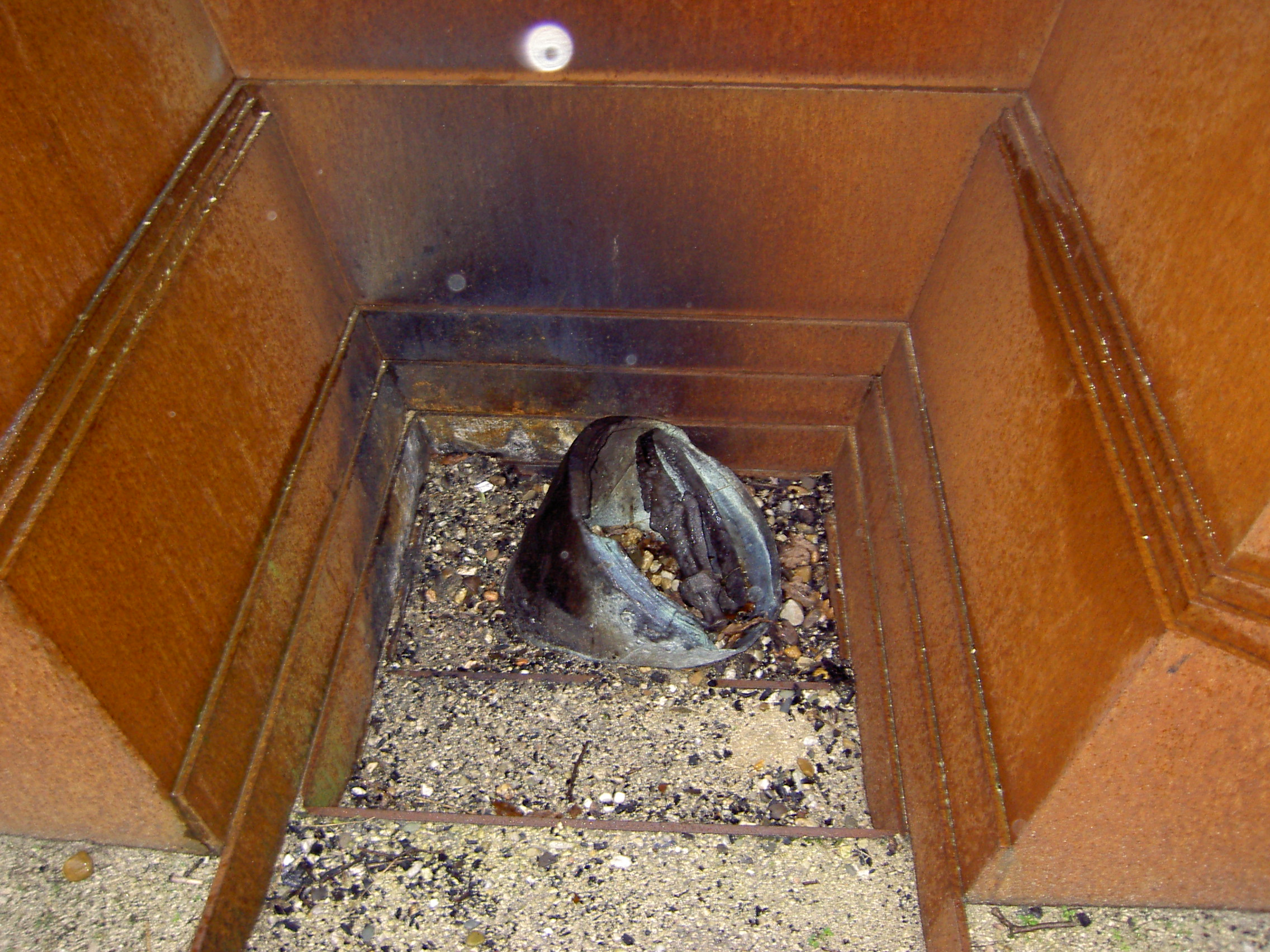
Rèplica de la galleda de bronze amb l'espasa de ferro corbada
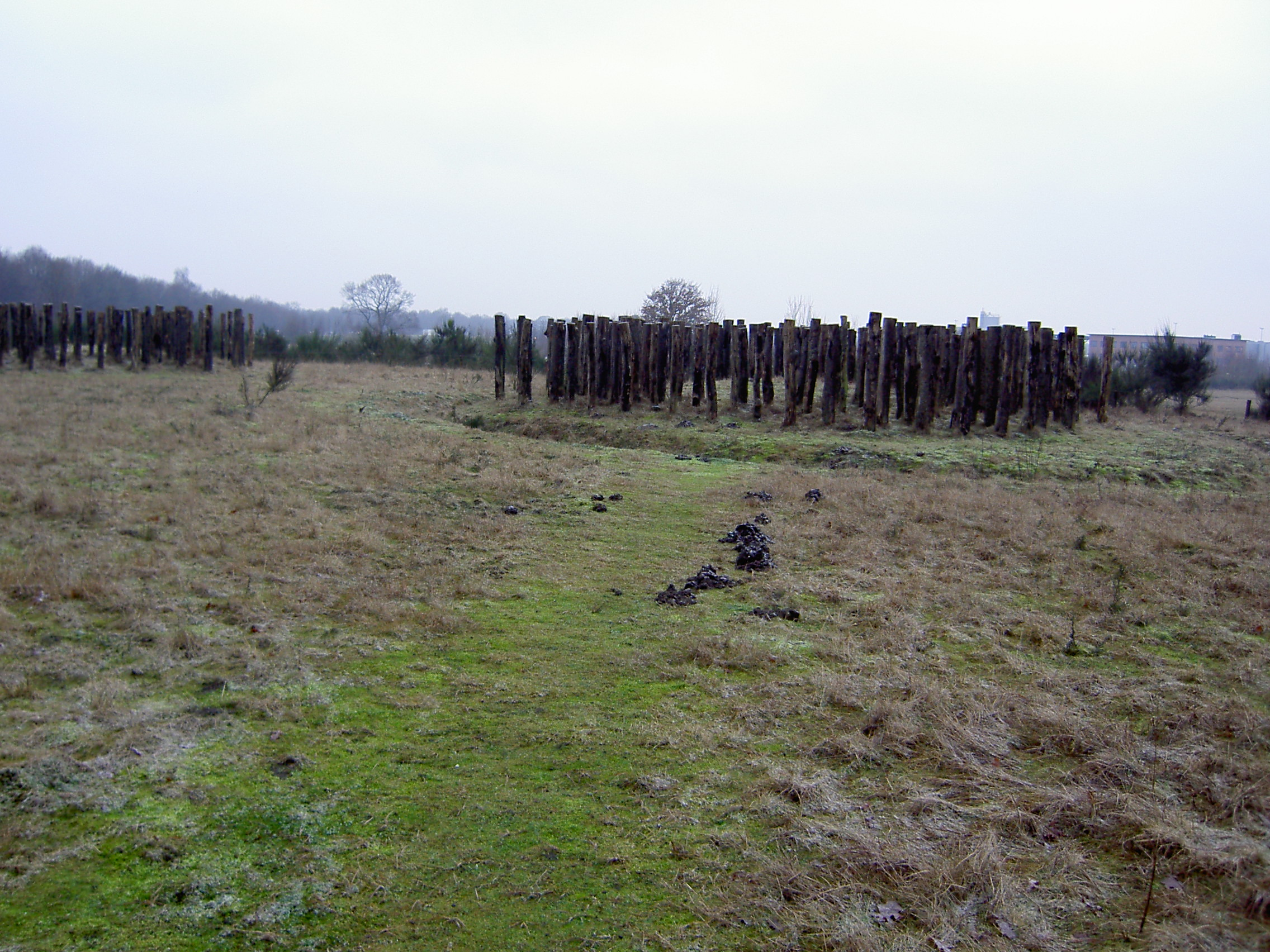
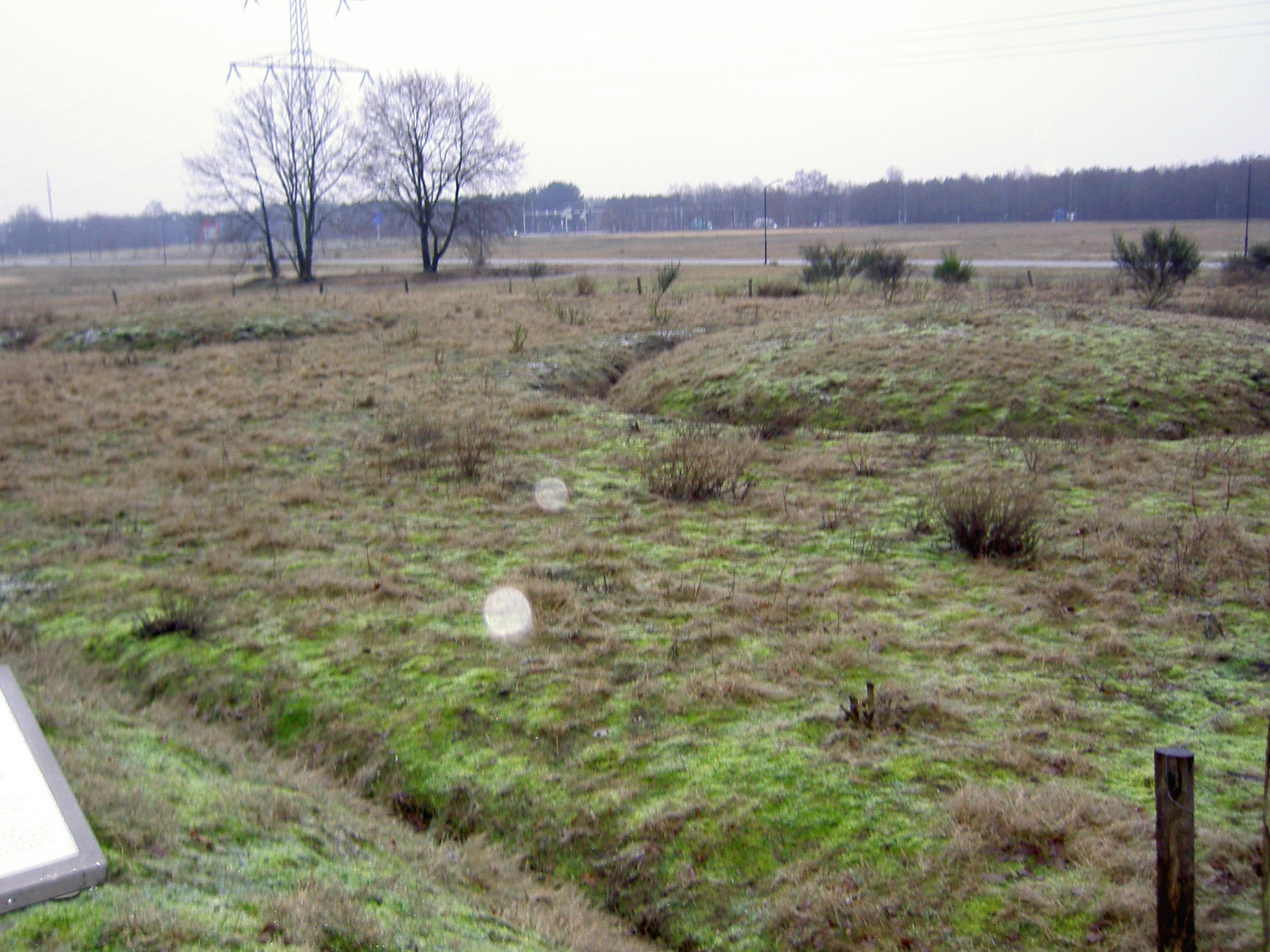